# Craniophora obscura
Craniophora obscura är en fjärilsart som beskrevs av Van Mellaerts 1928. Craniophora obscura ingår i släktet Craniophora och familjen nattflyn. Inga underarter finns listade i Catalogue of Life.